# Det Nationale Kompromis
Det Nationale Kompromis er en aftale indgået den 27. oktober 1992 for at bringe dansk Europapolitik ud af det dødvande, der var blevet skabt i kølvandet på den danske vælgerbefolknings afvisning af Maastricht-traktaten (50,7% nej, 49,3% ja, deltagelse 83,1%) ved folkeafstemningen den 2. juni 1992.
Aftalen om det Nationale Kompromis blev indgået imellem Socialdemokratiet, Socialistisk Folkeparti, Det Radikale Venstre, Det Konservative Folkeparti, Venstre, Centrum-Demokraterne og Kristeligt Folkeparti. Aftalen indeholdt en række forbehold til traktatteksten inden for følgende områder:
- Retlige og indre anliggender (Retsforbehold)

Afskaffelse af dette forbehold har været til folkeafstemning i 2015. Vælgerne stemte nej til at afskaffe det.
- EU's fælles sikkerheds- og forsvarspolitik (Forsvarsforbeholdet)

Forsvarsforbeholdet blev afskaffet ved en folkeafstemning den 1. juni 2022.
- Unionsborgerskabet
- Fælles mønt (ØMU's tredje fase)

Afskaffelse af dette forbehold har været til folkeafstemning i 2000. Vælgerne stemte nej til at afskaffe det.

## Aftalens konsekvenser
Aftalen fik egentlig retlig effekt, da den blev tiltrådt som en protokol af stats- og regeringslederne på Det Europæiske Råd i Edinburgh i december samme år. Protokollen benævnes derfor Edinburgh-aftalen. Aftalen muliggjorde en ny folkeafstemning i Danmark den 18. maj 1993. Denne gang var resultatet et ja-flertal (56,7% ja, 43,3% nej, deltagelse 86,5%) for danske tiltræden til den Europæiske Union.
Det Nationale Kompromis var også indenrigspolitisk vigtigt i flere henseender. For det første indvarsledes det tætte samarbejde mellem Socialdemokratiet og Radikale Venstre, der kort efter skulle udmønte sig i næsten ni års regeringssamarbejde under Poul Nyrup Rasmussens ledelse. For det andet var der for Socialistisk Folkeparti tale om et brud med mange års direkte EU/EF-modstand.

## Fodnoter
1. ↑  "Folkeafstemning om Maastricht-traktaten 2. juni 1992". Folketingets EU-oplysning. Arkiveret fra originalen 23. april 2011. Hentet 13. oktober 2007.
2. ↑  Kildegaard, Kasper (1. juni 2022). "Historisk resultat: For første gang smider Danmark et af vores EU-forbehold". Berlingske.
3. ↑  "Maastricht-traktaten & Edinburgh-afgørelsen 18. maj 1993". Folketingets EU-oplysning. Arkiveret fra originalen 27. september 2007. Hentet 13. oktober 2007.